# نسبت‌دهی افزوده
نسبت‌دهی افزوده (یا نسبت‌دهی مرکب) نامی است که به عملگرهای نسبت‌دهی معینی در زبان‌های برنامه‌نویسی معینی داده‌اند (بالاخص آن‌هایی که از C مشتق شده‌اند). نسبت‌دهی افزوده عموماً جایگزین حکمی می‌شود که در آن یک عملگر، متغیری را به عنوان یکی از آرگومان‌هایش می‌گیرد و سپس حاصل را به همان متغیر نسبت می‌دهد. مثلاً  x += 1 همان x = x + 1 است.